# Monts Simbruins
Les monts Simbruins, en italien Monti Simbruini (dérivant du latin sub imbribus signifiant « sous les pluies ») sont un massif montagneux italien faisant partie de la chaîne sub-apennine centrale à l'est de Rome. Ils sont séparés des monts Carseolani au nord, des monts Càntari au sud et des monts Affilani à l'ouest. Ils couvrent le territoire de plusieurs communes de la ville métropolitaine de Rome Capitale et de la province de Frosinone, dans le Latium, et de la province de L'Aquila, dans les Abruzzes. Ils accueillent au nord-ouest le parc naturel régional des Monts Simbruins (Parco naturale regionale dell'Appennino - Monti Simbruini).

## Géographie

### Liste des principaux sommets
Les principaux sommets de la chaîne, depuis le nord-ouest vers le sud-est, sont :
- Mont Calvo (1 591 m) ;
- Mont Autore (1 855 m) ;
- Mont Pratiglio (1 421 m) ;
- Mont Tarinello (1 844 m) ;
- Mont Tarino (1 961 m) ;
- Mont Cotento (2 015 m) ;
- Mont Viperella (1 834 m).

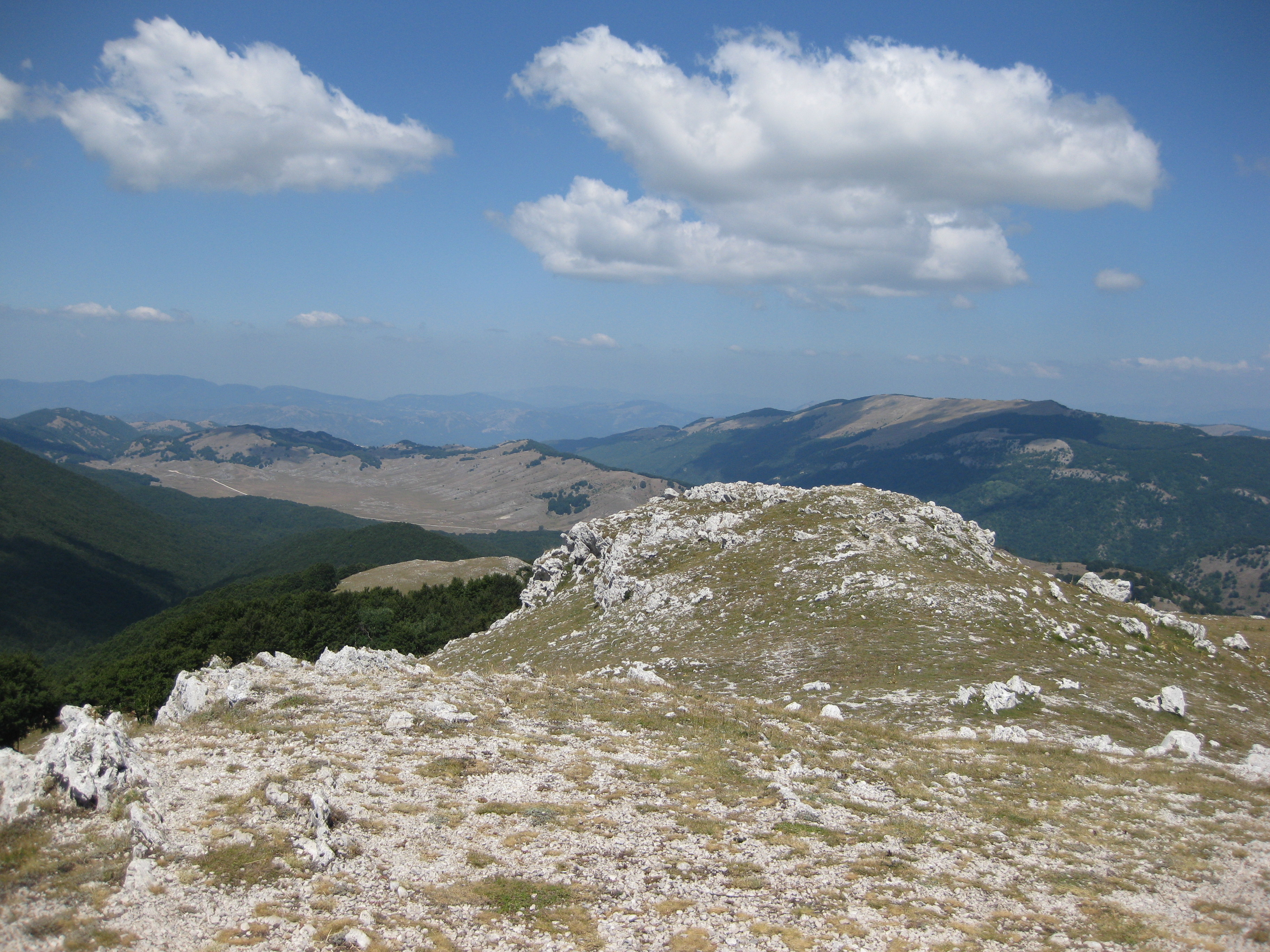
Sommet du monte Autore.